# 中葡和好通商條約
《中葡和好通商條約》或稱《中葡北京條約》（葡萄牙語：Tratado de Amizade e Comércio Sino-Português），是大清帝國與葡萄牙王國於1887年在北京簽署的條約，中國史學界一般視其為不平等條約，當中寫明「中國同意葡萄牙永居、管理澳門」，不過條約中中國亦保留了「葡萄牙如将澳门让与他国必须经过中国同意」的权利，此為16世紀以來中葡間首個有關澳門的正式條約，已於1928年由國民政府宣佈期滿。但此片面宣佈期滿僅為政治表態並無任何國際法上效力，條約仍舊有效。葡萄牙之後仍繼續以《中葡和好通商條約》為基礎搭配《中葡友好通商條約》管理澳門。此後，在1987年中華人民共和國與葡萄牙共和國簽署《中葡聯合聲明》，宣佈澳門主權將與1999年移交中國，所以《中葡和好通商條約》為基礎搭配《中葡友好通商條約》條約在事實上失效。
條約原存於中華民國外交部，現典藏於臺北外雙溪國立故宮博物院。

## 沿革
自澳門總督亞馬留在1846年4月上任後，葡萄牙已對澳門地區推行一系列殖民統治政策，並拒絕向清政府繳納地租銀。當時的葡萄牙人已在澳門居住、進行貿易、通過澳門議事會和澳門總督對澳門進行管理。自咸丰八年（1858）开始，澳葡当局多次与清政府谈判，试图以制定条约的形式确认侵占澳门的事实合法化。而在1864年（同治三年），葡萄牙没有成功取得《中葡和好貿易條約》的互換文件，結果該條約不能成為具有法律效力的正式文件，讓葡萄牙正式佔據澳门。雖然佔據澳门的计划告吹了，但葡萄牙仍等待機會正式佔據中國的土地。直至1886年（光绪十二年），葡萄牙與英國代表就鴉片緝私徵稅的合作與清政府谈判。在英、美列强的斡旋下，光绪十三年（1887）三月中葡谈判再次提上日程。1887年（光绪十三年）3月26日，在清政府擔任海關總稅務司的英国人羅伯特·赫德指示金登幹（James Duncan Campbell）前往里斯本，與曾任澳門總督的葡萄牙代表羅沙和葡萄牙外長巴羅果美舉行會議，並草簽《中葡里斯本草約》。因《中葡里斯本草約》雙方已“定准在中國北京即議互換修好通商條約”，於是在1887年12月1日，清政府派總理各國事務衙門大臣奕劻和工部左侍郎孫毓汶為代表，與葡萄牙代表羅沙在北京正式簽署《中葡和好通商條約》，條約當中列明中國同意葡國「永居、管理澳門」，但未經中國同意葡萄牙永不得将澳门让与他国。除此之外，昔日該條約亦沒有划定界址。到次年4月28日兩國互換文書後，條約正式生效。该条约的签订使葡萄牙从此可以“一体均沾”地享受西方列强在中国攫取的所有侵略权利。
《中葡和好通商条约》是中国和葡萄牙签订的第一个正式条约，条约赋予了葡萄牙对澳门“永居管理”权。但条约中却因并未勘定澳门及“属澳之地”的界线，“永居管理”的范围亦未予说明，使《中葡和好通商条约》事实上签订成了一个历史上罕见的不完整条约。“导致《和好通商条约》签订后，中葡双方的界务纠纷不断，葡方仍不时有扩张土地的违约行为，中葡之间的澳门划界谈判也几度破裂，终成悬案。”其实也正因为条约的不完整这一“悬案”，从法律上限制了葡萄牙虽占领澳门，但仍属“租借”而非“割让”出澳门。换言之，条约巧妙利用了这不完整“悬案”艰难地守住了当时澳门不失主权的底线，这一“悬案”意义重大非凡。
及至1928年《中葡和好通商条约》第40年期满，須按条约內規定「10年修改一次」（第46條）。国民政府於7月10日通知葡萄牙驻华公使，声明《中葡和好通商条约》已於1928年4月28日期滿。但就國際法而言，此項片面聲明並不能使條約失效。其後在同年12月27日，国民政府與葡萄牙簽订《中葡友好通商条约》，澳門的地位與界址問題沒有被提及。《中葡友好通商條約》並未廢除或取代《中葡和好通商條約》，只對其中條款作出修訂，結果保留了有關澳門地位的條款。
此後，在1987年中華人民共和國與葡萄牙共和國簽署《中葡聯合聲明》，宣佈澳門主權將與1999年移交中國，所以《中葡和好通商條約》為基礎搭配《中葡友好通商條約》條約在事實上失效

## 條約內容
《中葡和好通商條約》共54款，主要內容有：
1. 中國同意葡萄牙永居、管理澳門；中国保留了葡萄牙如将澳门让与他国，必须经过中国同意的权利。
2. 葡萄牙得派公使駐北京，並在通商口岸設領事
3. 葡萄牙取得領事裁判權
4. 葡萄牙人可享中國已給或將給他國的通商特權，在通商口岸有居住、租買土地、建造房屋、設立教堂等權利

### 引用
1. ↑  《明清档案：澳门游子的沧桑记忆》，发表于《中国档案报》2019年12月20日。

## 外部連結
- 里斯本谈判与中葡条约的签订